# Перовский сельский совет
Перо́вский се́льский сове́т (укр. Перовська сільська рада, крымскотат. Badana köy şurası) — административно-территориальная единица в Симферопольском районе АР Крым Украины (фактически до 2014 года), ранее до 1991 года — в  составе Крымской области УССР в СССР.
Образован в 1957 году в связи с передачей села Заводское в состав г. Симферополя и ликвидацией Заводского сельсовета, центр которого был перенесён в село Перово.
Крупнейший сельсовет района площадью 22,5 тыс. гектаров и населением более 15 тыс. человек по переписи 2001 года.
К 2014 году сельсовет состоял из 16 сёл:

| - Перово - Весёлое - Дубки - Залесье - Каштановое - Кизиловое | - Клиновка - Ключи - Константиновка - Молочное - Новониколаевка - Обрыв | - Партизанское - Тёплое - Топольное - Украинка |

С 2014 года на месте сельсовета находится Перовское сельское поселение.